# Трубино (Ржевский район)
Трубино — деревня в Ржевском районе Тверской области. Относится к сельскому поселению «Итомля», до 2006 года центр Трубинского сельского округа, до 2013 года относилась к сельскому поселению «Шолохово».
Находится на реке Орча в 40 километрах (автотранспортом — в 75 км) к северо-западу от города Ржева. В 2,5 км к югу — деревня Орехово на правом берегу Волги.
Население по переписи 2002 года — 210 человек, 95 мужчин, 115 женщин.

## История
В Списке населенных мест Тверской губернии 1859 года значится владельческая деревня Трубино при реке Ворче, имеет 4 двора, 33 жителя. Рядом (на территории современной деревни) — деревня Ладыгино (5 дворов, 38 жителей). Во второй половине XIX — начале XX века деревни относились Жуковской волости Ржевского уезда. В это время многие жители уходили в «отход», работали плотниками, пастухами, чернорабочими.
В 1940 году деревни Трубино и Ладыгино в составе Дмитровского сельсовета Молодотудского района Калининской области.
В 1970-80-е годы деревня развивалась как центральная усадьба совхоза «Рассвет».
В 1997 году в Трубино 109 хозяйств, 268 жителей. Администрация сельского округа, неполная средняя школа, детсад, ДК, библиотека, медпункт, отделение связи, магазин.

## Население
| 1859 | 1883 | 1920 | 1997 | 2002 | 2008 | 2010 |
| ---- | ---- | ---- | ---- | ---- | ---- | ---- |
| 33   | ↗45  | ↗58  | ↗268 | ↘210 | ↘185 | ↘184 |

## Воинское захоронение
Во время Великой Отечественной войны Трубино было оккупировано в октябре 1941 года, освобождено в январе 1942 года. Боевые действия в районе 5-10 км южнее деревни велись с января 1942 года по март 1943 года (Ржевская битва).
В деревне братская могила воинов Красной Армии (1954—1956), захоронено 1051 человек (по данным ОБД «Мемориал»).
По данным администрации Ржевского района на 2012 год, в братской могиле в деревне Трубино 1797 захороненных, у всех имена установлены.
Одним из захороненных является Касым Токаев — брат казахского писателя Кемеля Токаевича и дядя второго Президента Казахстана Касым-Жомарта Токаева.